# Премия Гильдии режиссёров Америки
Премия Гильдии режиссёров Америки (англ. Directors Guild of America Award) — ежегодная американская премия за выдающиеся достижения в области режиссуры кино и телевидения. Награда учреждена в 1948 году президентом Гильдии режиссёров Америки Джорджем Маршаллом. За всю историю существования премии, получившие эту награду в категории «Лучшая режиссура — Художественный фильм» лишь семь раз не получили соответствующего «Оскара».

## Категории премии

### Кино
- Лучшая режиссура — Художественный фильм
- Лучшая режиссура — Документальный фильм
- Лучшая режиссура — Дебютный фильм

### Телевидение
- Лучшая режиссура — Драматический телесериал
- Лучшая режиссура — Комедийный телесериал
- Лучшая режиссура — Мини-сериал или телефильм
- Лучшая режиссура — Дневной телесериал
- Лучшая режиссура — Детская телепрограмма
- Лучшая режиссура — Рекламное видео
- Лучшая режиссура — Реалити-шоу

### Удалённые категории
- Лучшая режиссура — Музыкальное варьете: с 1972 по 2013